# Place aux géants
The Food of the Gods and How It Came to Earth
Pour les articles homonymes, voir Place et Géant.
Place aux géants (anglais : The Food of the Gods and How It Came to Earth, littéralement en français « La nourriture des dieux et comment elle arriva sur la Terre ») est un roman de science-fiction à tonalité satirique et humoristique de l'écrivain britannique H. G. Wells paru dans sa langue d'origine en 1904 chez Macmillan Publishers et traduit en français par Henry-D. Davray et Bronisław Kozakiewicz pour une parution chez Mercure de France la même année.
Il a été adapté au cinéma en 1976 sous le titre Soudain... les monstres.
En 2024, les Éditions des Lumières publient le roman dans une traduction revue sous le titre Soudain... les monstres  (ISBN 9782487102156).

## Intrigue
Le roman se compose de trois livres, eux-mêmes divisés en chapitres segmentés en sections numérotées :
- Livre premier : les prémices de l'Aliment (Book I: The Discovery of the Food) divisé en cinq chapitres ;
- Livre deuxième : l'Aliment au village (Book II: The Food in the Village) comprenant deux chapitres ;
- Livre troisième : la récolte (Book III: The Harvest of the Food) divisé en cinq chapitres.

### Livre I

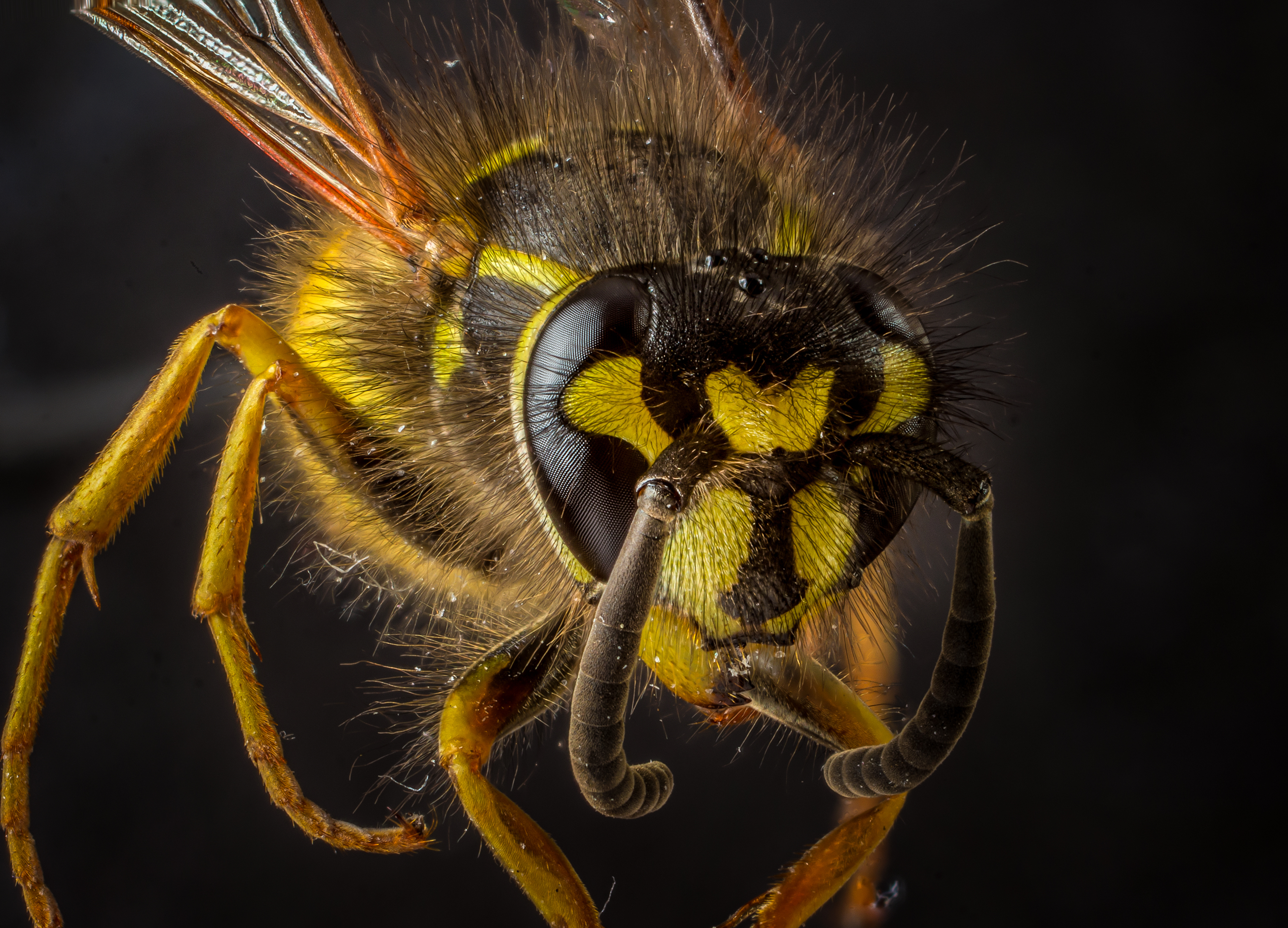
Des guêpes devenues géantes terrorisent la région d'Urshot, dans le Kent.

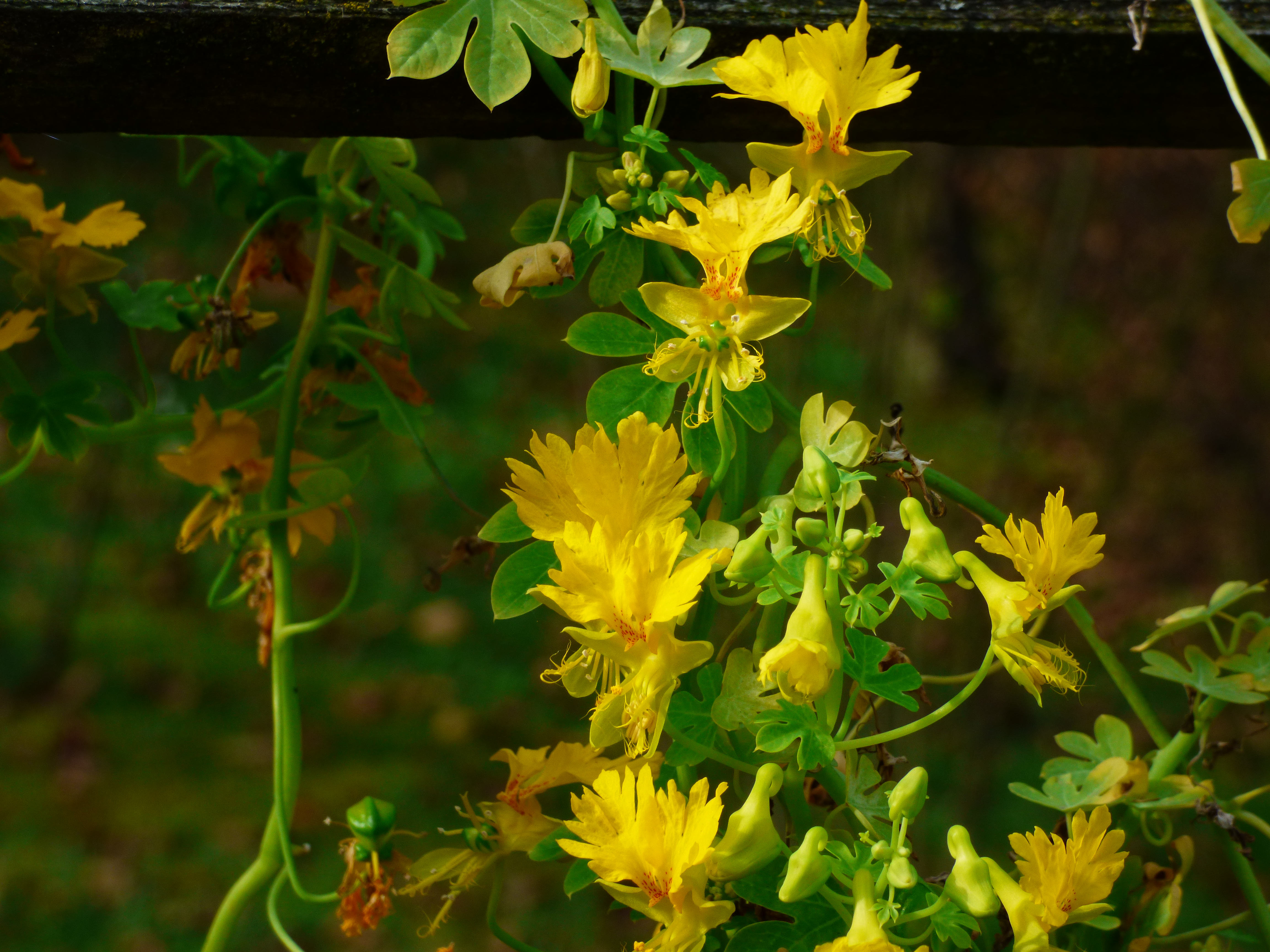
La capucine des Canaries (Canary creeper) devient une liane aux proportions démesurées.

Le livre I commence par des remarques satiriques sur les scientifiques puis présente deux d'entre eux, Mr Bensington, un chimiste chercheur spécialisé dans « les alcaloïdes les plus toxiques », et le professeur Redwood, qui après avoir étudié les temps de réaction s'intéresse à la croissance. L'hypothèse de ce dernier, selon laquelle le processus de croissance exigerait la présence « d'une quantité considérable d'une substance nécessaire dans le sang qui ne se formait que très lentement » pousse Bensington à se mettre à la recherche d'une telle substance. Après une année de recherches et d'expériences, il trouve le moyen de fabriquer ce qu'il appelle dans son enthousiasme initial « la nourriture des dieux », mais qu'il nommera plus sobrement Hérakléophorbia IV. Leur premier succès expérimental concerne des poulets qui grossissent jusqu'à environ six fois leur taille normale dans une ferme expérimentale à Hickleybrow, près d'Urshot (deux localités fictives situées dans le Kent)

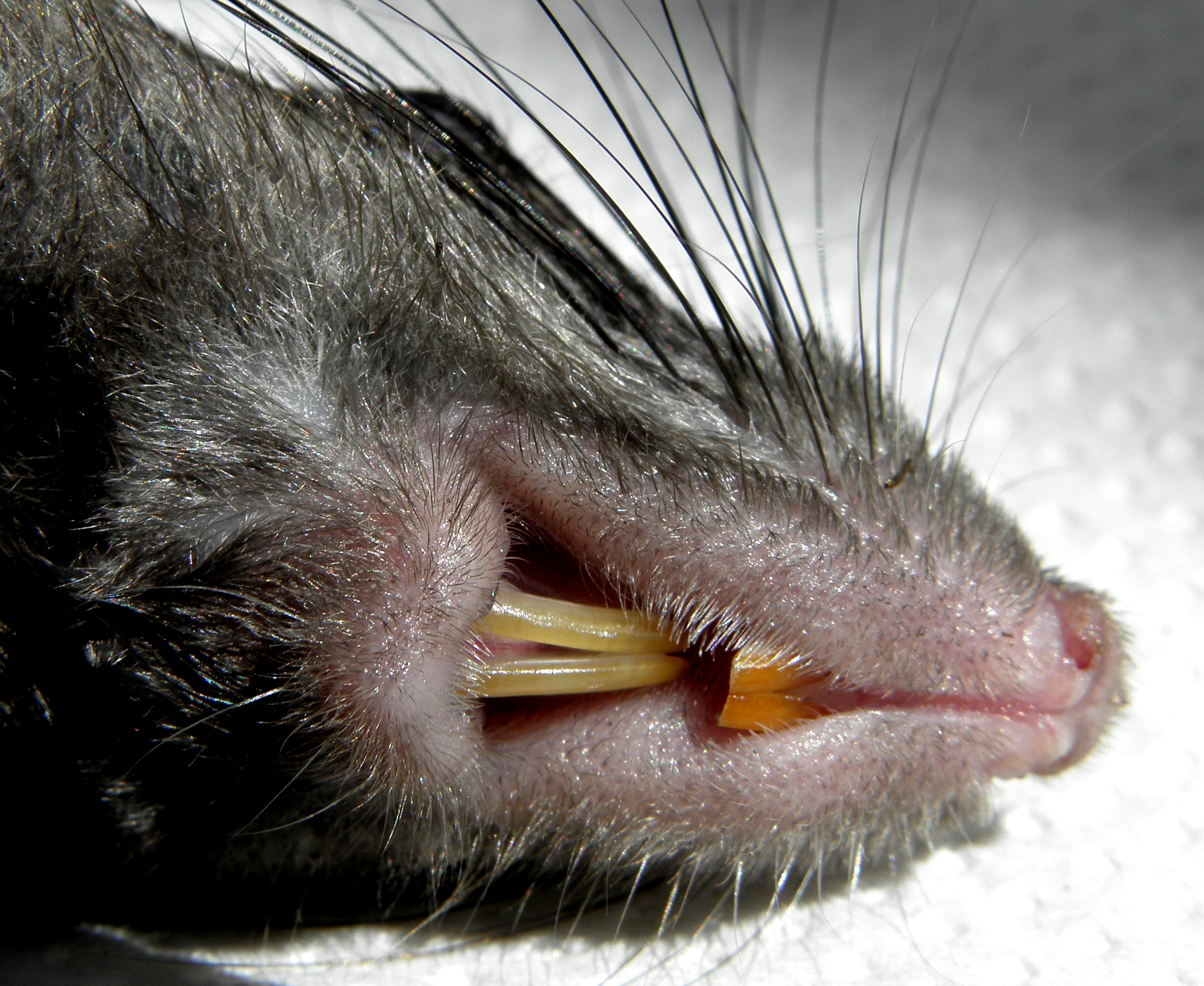
Les rats géants s'attaquent aux humains.

Malheureusement, par la faute de M. et Mme Skinner, un couple de personnes âgées engagé pour nourrir et surveiller les poulets mais plutôt négligent et d'hygiène laissant à désirer, l'hérakléophorbia IV entre dans la chaîne alimentaire locale et d'autres espèces atteignent ainsi six ou sept fois leur taille normale : des plantes, mais aussi des guêpes, des perce-oreilles, et des rats. Les poulets s'échappent, envahissant une bourgade voisine. Bensington et Redwood, qui sont des chercheurs mais ont peu de sens pratique, ne font rien jusqu'à ce qu'un décisif et efficace « ingénieur civil bien connu » de leur connaissance, nommé Cossar, arrive pour organiser un groupe de huit personnes pour (« Évidemment ! ») détruire le nid de guêpes, abattre les rats monstrueux et brûler la ferme expérimentale.
Alors qu'un débat s'engage sur l'Aliment de croissance, connu dans le grand public sous le nom de Boomfood, des enfants l'ingèrent et atteignent une taille énorme : le fils de Redwood (« pionnier de la nouvelle race »), les trois fils de Cossar, et le petit-fils de Mme Skinner, Caddles. Un certain Dr Winkles met la substance à la disposition d'une princesse, et il y a aussi d'autres géants. Ces rejetons massifs finissent par atteindre une taille de 40 pieds (environ 12 mètres). Au début, les géants sont tolérés, mais comme ils grandissent de plus en plus, des restrictions sont imposées.
Avec le temps, la majorité de la population anglaise devient hostile aux jeunes géants, ainsi qu'aux changements de la flore, de la faune et de l'organisation de la société qui s'étendent chaque année davantage. Bensington manque d'être lynché par une foule en colère, et se retire ensuite de la vie active dans un établissement d'hydrothérapie, l'hôtel  Mount Glory.

### Livre II
Ce livre raconte la croissance d'Albert Edward Caddles, le petit-fils de Mme Skinner, comme un épitomé de la « venue de la Grandeur dans le monde » (« the coming of Bigness in the world »). Wells saisit cette occasion pour se livrer à une satire de la gentry campagnarde conservatrice (Lady Wondershoot) et du clergé anglican (le vicaire de Cheasing, Eyebright) en décrivant la vie d'un petit village reculé.

## Éditions et traductions

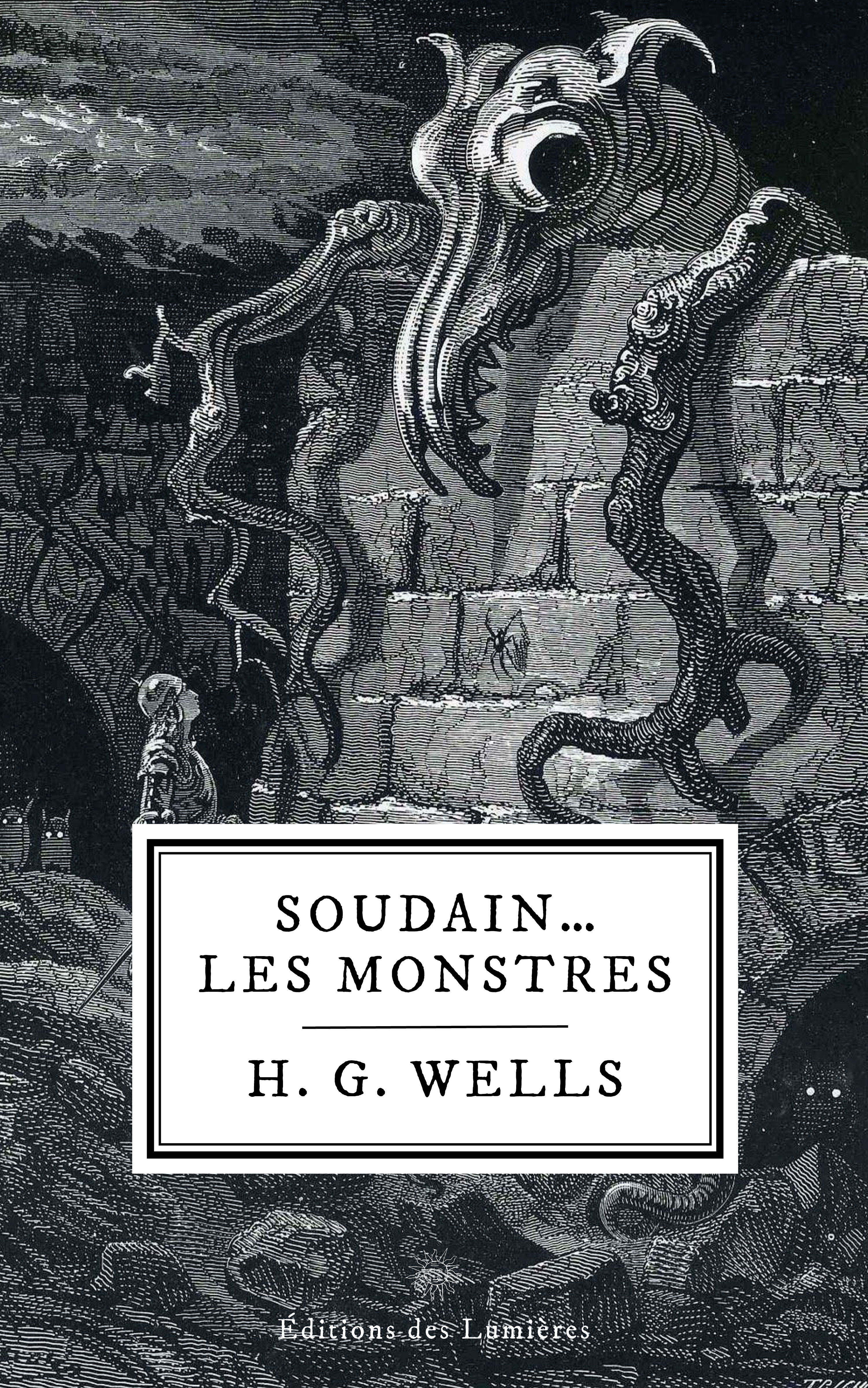
Couverture de Soudain… les monstres, Éditions des Lumières, 2024

En 2024, les Éditions des Lumières publient le roman dans une traduction revue sous le titre Soudain... les monstres  (ISBN 9782487102156).